# Herman Helling
Herman Helling of Herman van der Helling is de in het Nederlands verbasterde naam van Hermann von Heylingen. Helling was gouverneur van Haarlem en een kolonel in Staatse dienst. 

## Biografie
Herman van Heylingen kwam uit het lutherse Saksen. Helling genoot sinds 1573 het onbepaald vertrouwen van de prins van Oranje waarmee hij ook correspondeerde. In 1577 bezette hij de schans te Sparendam gelegen tussen Haarlem en Amsterdam, waardoor Amsterdam afgeneden raakte van Haarlem. Hij maakte geschiedenis met zijn mislukte aanslag op Amsterdam (1577) waar hij stierf op 23 november. Hij was gehuwd met Johanna van der Lawick.